# Mbolatiana Ramanisa
Mbolatiana Ramanisa (ur. 20 maja 1982) – madagaskarska pływaczka.
W 1999 zajęła 5. miejsce na 50 m stylem dowolnym na igrzyskach afrykańskich z czasem 28,52 s.
Brała też udział w igrzyskach w 2000, na których wystąpiła na 50 m stylem dowolnym. Odpadła w pierwszej rundzie plasując się na 5. pozycji w swoim wyścigu eliminacyjnym z czasem 29,20 s. Płynęła na szóstym torze z czasem kwalifikacji 28,54 s. W klasyfikacji końcowej była 61. Była najmłodszym Madagaskarczykiem na tych igrzyskach.
W 2005 wystartowała na mistrzostwach świata, na których była 60. na 50 m stylem dowolnym z czasem 28,99 s, 67. na dwukrotnie dłuższym dystansie z czasem 1:04,67 s, 62. na 50 m stylem grzbietowym z czasem 35,45 s i 66. na dwukrotnie dłuższym dystansie z czasem 1:18,66 s.